# Rezerwat przyrody Kopystanka
Kopystanka – rezerwat przyrody znajdujący się w miejscowościach Kopysno i Posada Rybotycka, w gminie Fredropol, w powiecie przemyskim, w województwie podkarpackim, obejmujący okolice szczytu Kopystańka.
- rodzaj rezerwatu: krajobrazowy[1]
- przedmiot ochrony (według aktu powołującego): stanowisko ostrożnia siedmiogrodzkiego, zbiorowiska roślinności kserotermicznej góry Kopystanka oraz drzewostany wykształcone w formie podgórskiej buczyny karpackiej
- powierzchnia: 188,81 ha[1] (akt powołujący podawał 188,67 ha)
- numer według rejestru wojewódzkiego: 80[2]; dokument powołujący: Dz. Urz. Woj. Podkarpackiego 01.83.1458

Rezerwat znajduje się na terenie Parku Krajobrazowego Pogórza Przemyskiego.